# صلاح باتيس
صلاح مسلم سالم باتيس ( 4 يوليو 1973)، عضو مجلس الشورى اليمني،، ونائب رئيس الهيئة الوطنية للرقابة على تنفيذ مخرجات مؤتمر الحوار الوطني الشامل. ورئيس شورى تحالف قبائل اليمن والأمين العام للاصطفاف الشعبي لحماية المكتسبات الوطنية في اليمن . مؤسس ورئيس مؤسسة البادية للتنمية والأعمال الإنسانية ومؤسس ورئيس مجلس إدارة مدارس الابداع الأهلية في حضرموت ومؤسس ورئيس وقف أويس القرني ترك لليمن السعيد بمدينة اسطنبول التركية وعضوالهيئة التنفيذية للمجلس الوطني لقوى الثورة السلمية باليمن ورئيس المجلس الثوري لقوى الثورة السلمية بمحافظة حضرموت بالإضافة إلى عضويته في قيادة التجمع اليمني للإصلاح بحضرموت
شارك باتيس بفاعلية في مؤتمر الحوار الوطني الشامل ضمن فريق الحكم الرشيد الذي انطلق في آذار/ مارس 2013 في العاصمة صنعاء وكان وما يزال نائباً لرئيس الهيئة الوطنية للرقابة على تنفيذ مخرجات مؤتمر الحوار الوطني الشامل. كان أحد ابرز خطباء ساحات وميادين التغيير ضمن ثورة الشباب الشعبية السلمية في اليمن عام 2011م
وتقديراً لدور باتيس النضالي ومواقفه في الدفاع عن الوحدة والجمهورية أصدر الرئيس عبدربه منصور هادي منتصف العام 2017م  قراراً جمهورياً قضى بتعيينه عضوا بمجلس الشورى بالجمهورية اليمنية وأدى اليمين الدستورية أمام رئيس الجمهورية في يناير 2018م ولازال عضوا بمجلس الشورى حتى الآن.

## النشأة
- وُلد باتيس، عام 4 يوليو 1973م، بمحافظة حضرموت (شرقي اليمن) وهو ناشط وسياسي ومصلح اجتماعي اجتماعي ومؤسس للعديد من المؤسسات الإنسانية والتنموية والعلمية وشخصية مؤثرة يحظى بقاعدة شعبية واسعة وله اسهامات بارزة في العمل السياسي والإنساني والتنموي ونشر الوعي المجتمعي وثقافة التعايش واحترام التنوع والدعوة إلى الحب والسلام.
- حصل على بكالوريوس في الدراسات الإسلامية من جامعة العلوم والتكنولوجيا اليمن عام 2014.
- مؤسس ورئيس مؤسسة البادية الخيرية للتنمية والأعمال الإنسانية منذ تأسيسه لها في 14 أكتوبر 2001م[4]، وهي إحدى المنظمات اليمنية الرائدة في المجالات التنموية والإنسانية باليمن ومقرها في وادي حضرموت وتعمل في كل محافظات اليمن.[5]

## المناصب السياسية
تم تعيين صلاح مسلم باتيس نائبا لرئيس الهيئة الوطنية للرقابة على تنفيذ مخرجات الحوار الوطني الشامل عام 2013م وعضوا بمجلس الشورى في متتصف عام 2017م .
تم تعيين صلاح مسلم باتيس مستشارا لرئيس الجمهورية وعضوا بمجلس الشورى منتصف العام 2017م.
يعد صلاح باتيس أصغر الأعضاء سنا في مجلس الشورى الذي يضم في غالبه شخصيات ومسؤولين تقلدوا مناصب عليا في الدولة سابقا.
تم انتخابه رئيسا للجالية اليمنية في تركيا في سبتمبر 2019م في عملية ديمقراطية وانتخابات حرة شارك فيها أبناء الجالية اليمنية المقيمين في أكثر من 11 ولاية تركية من اكبرها اسطنبول .
الأمين العام للاصطفاف الشعبي لحماية المكتسبات الوطنية في اليمن ونائب رئيس الهيئة الوطنية للرقابة على تنفيذ مخرجات الحوار الوطني الشامل، ورئيس شورى تحالف قبائل اليمن.

## الأنشطة الاجتماعية
أسس باتيس وقف أويس القرني  بمدينة اسطنبول التركية مطلع العام 2017، ومُنح التصريح من المحكمة الشرعية وفق قانون الوقف التركي الذي يُعد من أقوى قوانين الوقف في العالم ويتيح الفرصة لتثمير أموال الوقف وتطوير أصوله في مجالات الاستثمار المتنوعة في جميع البلدان لضمان الاستدامة للوقف وتنمية موارده وصرفها على برامج التعليم والتنمية والنهوض الحضاري لليمن.

## روابط خارجية
صلاح باتيس يؤدي اليمين الدستورية صلاح باتيس عضو الهيئة الوطنية للرقابة على تطبيق مخرجات الحوار الوطني الشامل